# Barajul Bautzen
Barajul Bautzen (în germană Talsperre Bautzen) se află amplasat la nord de orașul Bautzen în Oberlausitz (Sachsen), Germania fiind alimentat de râul Spree. El servește ca sursă de apă, asigură cu apă hidrocentrala Boxberg și este mijloc de protecție contra inundațiilor.